# Rudy Jomby
Rudy Jomby (La Roche-sur-Yon, 21 maggio 1988) è un ex cestista francese.

## Palmarès
- Semaine des As: 1

Gravelines: 2011